# 11. BAFTA-gála
A 11. BAFTA-gálát 1958-ban tartották, melynek keretében a Brit film- és televíziós akadémia az 1957. év legjobb filmjeit és alkotóit díjazta.

## Díjazottak és jelöltek
(a díjazottak félkövérrel vannak jelölve)

### Legjobb film
Híd a Kwai folyón
- The Bachelor Party
- Egy halálraítélt megszökött
- Ég tudja, Mr. Allison
- Akinek meg kell halnia
- A város széle
- Az út éneke
- A dicsőség ösvényei
- Az orgonás negyed
- A herceg és a színésznő
- The Shiralee
- That Night!
- Ben Wade és a farmer
- A seriff jelvénye
- Tizenkét dühös ember
- Windom's Way

### Legjobb elsőfilmes
Eric Barker – Brothers in Law
- Mylene Demongeot – Salemi boszorkányok
- Elvi Hale – True as a Turtle
- James McArthur – The Young Stranger
- Keith Michell – True as a Turtle

### Legjobb brit főszereplő
Alec Guinness – Híd a Kwai folyón
- Peter Finch – Windom's Way
- Trevor Howard – Manuela
- Laurence Olivier – A herceg és a színésznő
- Michael Redgrave – Time Without Pity

### Legjobb brit női főszereplő
Heather Sears – The Story of Esther Costello
- Deborah Kerr – Tea és vonzalom
- Sylvia Syms – Woman in a Dressing Gown

### Legjobb külföldi férfi főszereplő
Henry Fonda – Tizenkét dühös ember
- Richard Basehart – Time Limit
- Pierre Brasseur – Az orgonás negyed
- Tony Curtis – A siker édes illata
- Jean Gabin – Átkelés Párizson
- Robert Mitchum – Ég tudja, Mr. Allison
- Sidney Poitier – A város széle
- Ed Wynn – The Great Man

### Legjobb külföldi női főszereplő
Simone Signoret – Salemi boszorkányok
- Augusta Dabney – That Night!
- Katharine Hepburn – Az esőcsináló
- Marilyn Monroe – A herceg és a színésznő
- Lili Palmer – Anastasia – Die letzte Zarentochter
- Eva Marie Saint – A Hatful of Rain
- Joanne Woodward – Éva három arca

### Legjobb brit forgatókönyv
Híd a Kwai folyón – Pierre Boulle
- Anasztázia – Arthur Laurents
- The Birthday Present – Jack Whittingham
- Hell Drivers – John Kruse, C. Raker Endfield
- Ember az égben – William Rose, John Eldridge
- A herceg és a színésznő – Terence Rattigan
- The Smallest Show on Earth – William Rose, John Eldridge
- The Story of Esther Costello – Charles Kaufman
- Windom's Way – Jill Craigie
- Woman in a Dressing Gown – Ted Willis

### Legjobb animációs film
Pan-Tele-Tron
- La Bergére Et Le Ramoneur
- Earth Is A Battlefield
- The Magic Fluke

### Legjobb dokumentumfilm
Journey Into Spring
- City Of Gold
- Every Day Except Christmas
- Holiday
- The USA In The Thirties

### Legjobb speciális film
A Chairy Tale
- Introducing Telex
- Successful Instruction

### Egyesült Nemzetek-díj az ENSZ Alapokmányának egy vagy több elvét bemutató filmnek
The Happy Road
- Like Paradise
- Out